# Ischaemum rangacharianum
Ischaemum rangacharianum là một loài thực vật có hoa trong họ Hòa thảo. Loài này được C.E.C.Fisch. mô tả khoa học đầu tiên năm 1933.